# Edoardo De Angelis (Regisseur)

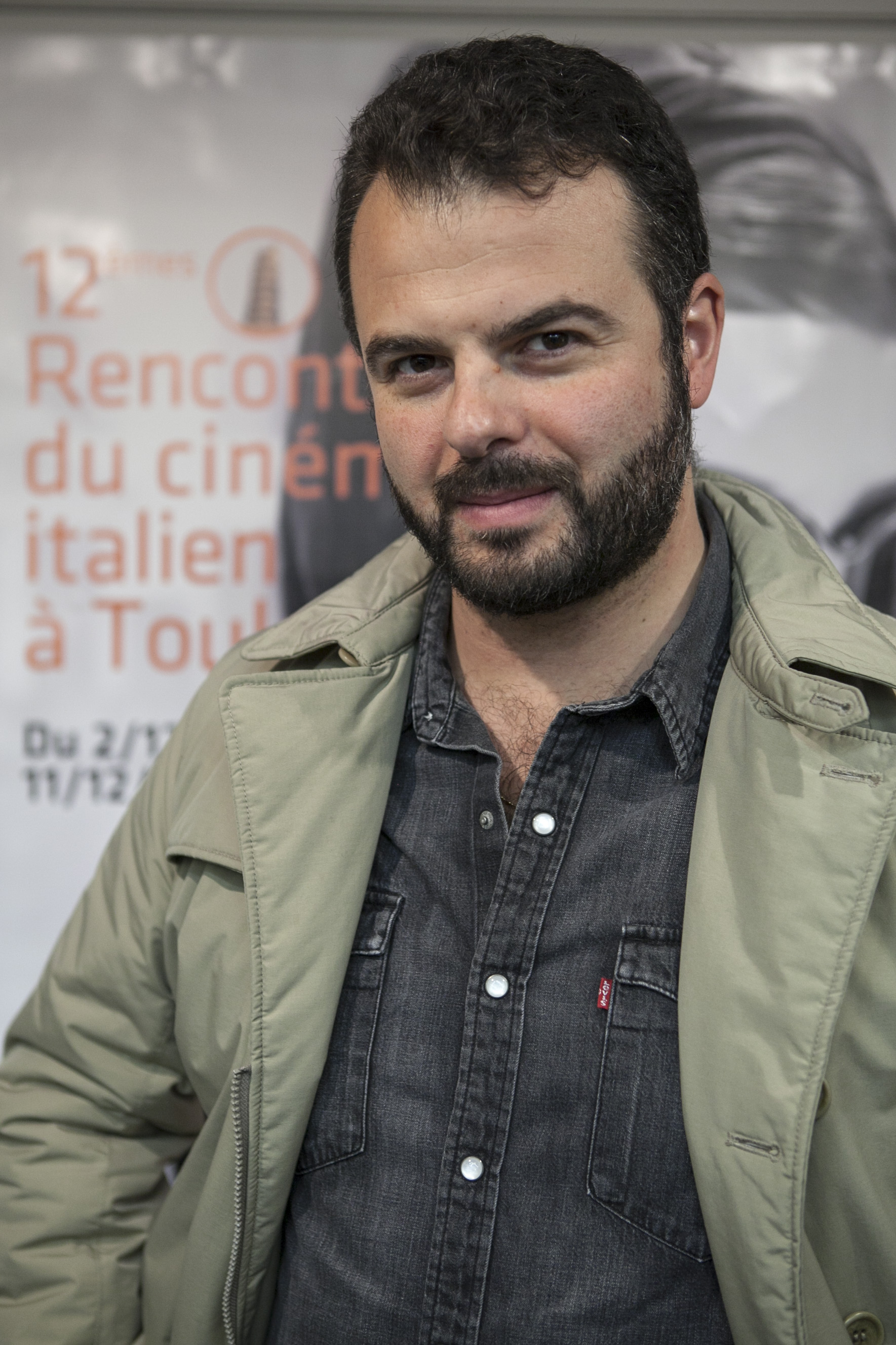
Edoardo De Angelis (2016)

Edoardo De Angelis (* 31. August 1978 in Neapel) ist ein italienischer Filmregisseur, Drehbuchautor und Filmproduzent.

## Leben
Edoardo De Angelis besuchte das Centro Sperimentale di Cinematografia, sein Regiestudium schloss er dort 2006 mit dem Kurzfilm Mistero e passione di Gino Pacino ab.
Sein Langspielfilmdebüt gab er 2011 mit Mozzarella Stories. Gemeinsam mit Pierpaolo Verga gründete er die Firma O‘ Groove, mit der er seinen zweiten Langspielfilm Perez. produzierte. Bei den 71. Filmfestspielen von Venedig lief der Film 2014 außerhalb des Wettbewerbes. Bei den Filmfestspielen 2016 war er mit Unzertrennlich in der Sektion Giornate degli Autori – Venice Days vertreten. Der Film gelangte auch in die Auswahl für den Europäischen Filmpreis 2017.
2018 erschien sein Film Il vizio della Speranza, der unter anderem am Filmfest in Rom mit dem Publikumspreis ausgezeichnet und am Toronto International Film Festival 2018 gezeigt wurde. Am Teatro San Carlo setzte er 2020 die Oper Tosca von Giacomo Puccini in Szene. Für das italienische Fernsehen Rai – Radiotelevisione Italiana inszenierte er die Fernsehfilme Natale in casa Cupiello (2020), Sabato, domenica e lunedì und Non ti pago (beide 2021). 2022 führte er bei der Netflix-Serie Das lügenhafte Leben der Erwachsenen basierend auf dem gleichnamigen Roman von Elena Ferrante Regie.
Mit dem Historienfilm Der Kommandant – Entscheidung im Atlantik, bei dem er Regie führte, als Produzent fungierte und zu dem er gemeinsam mit Sandro Veronesi das Drehbuch schrieb, wurde er zu den Filmfestspielen von Venedig 2023 in den Wettbewerb um den Goldenen Löwen eingeladen. Der Film wurde außerdem als Eröffnungsfilm ausgewählt, der ursprünglich vorgesehene Beitrag Challengers – Rivalen wurde aufgrund des Streiks von Schauspielern und Drehbuchautoren in den USA durch Comandante ersetzt. Gemeinsam mit Sandro Veronesi veröffentlichte De Angelis den Roman Comandante, der in deutschsprachiger Übersetzung 2024 im Zsolnay-Verlag erschien.

## Filmografie (Auswahl)

### Als Regisseur
- 2003: Sintonie di primavera (Dokumentarkurzfilm, Segment Not My Way)
- 2003: Ciao Alberto (Dokumentarkurzfilm, Segment Resta cu'mmè)
- 2004: Quanta donna vuoi (Kurzfilm)
- 2005: Tropical Snack (Kurzfilm)
- 2008: Mistero e passione di Gino Pacino (Kurzfilm)
- 2009: Fisico da spiaggia (Kurzfilm)
- 2011: Mozzarella Stories
- 2014: Perez.
- 2016: Vieni a vivere a Napoli!
- 2016: Unzertrennlich (Indivisibili)
- 2018: Il vizio della speranza
- 2020: Natale in casa Cupiello (Fernsehfilm)
- 2020: Guardami così (Kurzfilm)
- 2021: Maradona – Leben wie ein Traum (Maradona: Sueño bendito, Fernsehdokumentarserie)
- 2021: Sabato, domenica e lunedì (Fernsehfilm)
- 2021: Non ti pago (Fernsehfilm)
- 2023: Das lügenhafte Leben der Erwachsenen (La vita bugiarda degli adulti, Fernsehserie, sechs Episoden)
- 2023: Der Kommandant – Entscheidung im Atlantik (Comandante)

### Als Drehbuchautor
- 2004: Quanta donna vuoi (Kurzfilm)
- 2005: Tropical Snack (Kurzfilm)
- 2008: Mistero e passione di Gino Pacino (Kurzfilm)
- 2011: Mozzarella Stories
- 2014: Perez.
- 2014: Andiamo a quel paese
- 2016: Unzertrennlich (Indivisibili)
- 2017: Ab heute sind wir ehrlich (L'ora legale)
- 2018: Vengo anch'io
- 2018: Il vizio della speranza
- 2020: Natale in casa Cupiello (Fernsehfilm)
- 2021: Sabato, domenica e lunedì (Fernsehfilm)
- 2021: Non ti pago (Fernsehfilm)
- 2022: Una Femmina – The Code of Silence
- 2023: Das lügenhafte Leben der Erwachsenen (La vita bugiarda degli adulti, Fernsehserie, sechs Episoden)
- 2023: Der Kommandant – Entscheidung im Atlantik (Comandante)

### Als Produzent
- 2014: Perez.
- 2018: Il vizio della speranza
- 2020: Guardami così (Kurzfilm)
- 2022: Una Femmina – The Code of Silence
- 2023: Der Kommandant – Entscheidung im Atlantik (Comandante)

## Publikationen
- 2024: Comandante, Roman, gemeinsam mit Sandro Veronesi, übersetzt von Anna Leube und Wolf Heinrich Leube, Paul-Zsolnay-Verlag, Wien 2024, ISBN 978-3-552-07389-0